# Vulcan Bridge
El Vulcan Bridge es un puente de un carril ubicado en Vulcan, Virginia Occidental. Se extiende por Tug Fork y la frontera entre Kentucky y Virginia Occidental. En 1977, tras varios intentos fallidos de contactar con el gobierno de Virginia Occidental para construir un nuevo puente, el alcalde de Vulcan solicitó ayuda a la Unión Soviética para construir el puente, ya que el anterior se había derrumbado. Este evento atrajo la atención internacional hacia la pequeña comunidad, y posteriormente la legislatura estatal otorgó $1,3 millones para construir el puente. Fue terminado en 1980.

## Historia

### Puente de suspensión simple original
Durante varios años, la comunidad de Vulcan dependió de un antiguo puente de suspensión simple para cruzar Tug Fork. La única forma en que los residentes podían acceder a la comunidad era conduciendo por el lado de Kentucky de Tug Fork y cruzando el puente, que era demasiado estrecho para el tráfico de vehículos. El puente giratorio fue construido anteriormente por una empresa de carbón y estaba al borde del colapso. Los estudiantes de Vulcan tuvieron que arrastrarse debajo de vagones de tren estacionados para ir y volver de la escuela. En una ocasión, un estudiante perdió una pierna al hacer esto. En varias ocasiones, el alcalde de Vulcan, John Robinette, pidió a los gobiernos del condado, estatal y federal que repararan el puente, pero recibió silencio. En julio de 1975, el puente giratorio finalmente se derrumbó y fue arrastrado por las aguas del Tug Fork durante la noche.

### Ayuda soviética
Después del colapso del puente de suspensión simple, la única forma de llegar a Vulcan era conduciendo por un estrecho camino de grava durante aproximadamente 2 millas. Esto hizo que viajar dentro y fuera de la comunidad fuera extremadamente difícil. Durante varios años, el alcalde John Robinette solicitó al gobierno estatal que construyera un nuevo puente, pero los funcionarios lo ignoraron. Sin ayuda del gobierno estatal y federal, Robinette tomó la audaz decisión de pedir ayuda a la Unión Soviética. En dos ocasiones envió cartas al líder soviético Leonid Brézhnev, pero no recibió respuesta. Finalmente, Iona Andronov, una reportera de Moscú, se enteró de la historia y decidió viajar a Vulcan para informar sobre las luchas de la comunidad. Los soviéticos vieron una oportunidad de avergonzar a Estados Unidos y prometieron que si el Estado no financiaba un nuevo puente, los soviéticos lo harían. Andronov llegó a Vulcan el 17 de diciembre de 1977 y una hora después de su visita, a los periodistas se les dijo que el estado financiaría la construcción del nuevo puente. La Legislatura de Virginia Occidental aportó 1,3 millones de dólares para la construcción del nuevo puente. La construcción del puente de hormigón de un carril se completó en 1980. El puente sigue en pie hoy.El 9 de julio de 1980, el alcalde John Robinette bautizó el puente recién inaugurado con dos botellas de vodka ruso.